# Mahaut de Lacy (1223-1289)
 (mars 2025).
La mise en forme du texte ne suit pas les recommandations de Wikipédia : il faut le « wikifier ».
Les points d'amélioration suivants sont les cas les plus fréquents. Le détail des points à revoir est peut-être précisé sur la page de discussion.
- Les titres sont pré-formatés par le logiciel. Ils ne sont ni en capitales, ni en gras.
- Le texte ne doit pas être écrit en capitales (les noms de famille non plus), ni en gras, ni en italique, ni en « petit »…
- Le gras n'est utilisé que pour surligner le titre de l'article dans l'introduction, une seule fois.
- L'italique est rarement utilisé : mots en langue étrangère, titres d'œuvres, noms de bateaux, etc.
- Les citations ne sont pas en italique mais en corps de texte normal. Elles sont entourées par des guillemets français : « et ».
- Les listes à puces sont à éviter, des paragraphes rédigés étant largement préférés. Les tableaux sont à réserver à la présentation de données structurées (résultats, etc.).
- Les appels de note de bas de page (petits chiffres en exposant, introduits par l'outil «  Source ») sont à placer entre la fin de phrase et le point final[comme ça].
- Les liens internes (vers d'autres articles de Wikipédia) sont à choisir avec parcimonie. Créez des liens vers des articles approfondissant le sujet. Les termes génériques sans rapport avec le sujet sont à éviter, ainsi que les répétitions de liens vers un même terme.
- Les liens externes sont à placer uniquement dans une section « Liens externes », à la fin de l'article. Ces liens sont à choisir avec parcimonie suivant les règles définies. Si un lien sert de source à l'article, son insertion dans le texte est à faire par les notes de bas de page.
- La présentation des références doit suivre les conventions bibliographiques. Il est recommandé d'utiliser les modèles {{Ouvrage}}, {{Chapitre}}, {{Article}}, {{Lien web}} et/ou {{Bibliographie}}. Le mode d'édition visuel peut mettre en forme automatiquement les références.
- Insérer une infobox (cadre d'informations à droite) n'est pas obligatoire pour parachever la mise en page.

Pour une aide détaillée, merci de consulter Aide:Wikification.
Si vous pensez que ces points ont été résolus, vous pouvez retirer ce bandeau et améliorer la mise en forme d'un autre article.
Pour les articles homonymes, voir Mahaut de Lacy.
Titres
Comtesse de Hertford
25 janvier 1238 – 14 juillet 1262
(24 ans, 5 mois et 19 jours)
Comtesse de Gloucester
25 janvier 1238 – 14 juillet 1262
(24 ans, 5 mois et 19 jours)
Mahaut de Lacy (25 janvier 1223 - 10 mars 1289) est une aristocrate anglaise, l'aînée des enfants de John de Lacy et de Marguerite de Quincy et l'épouse de Richard de Clare, 5e comte de Hertford et 6e comte de Gloucester.
Mahaut de Lacy avait une personnalité qui fut décrite comme "hautement compétitive et quelque peu aigrie". Elle est connue comme l'une des femmes les plus litigieuses du XIIIe siècle  car elle a été impliquée dans de nombreux litiges et procès avec ses locataires, voisins et parents, y compris son propre fils. L'auteure Linda Elizabeth Mitchell, dans Portraits de femmes médiévales: famille, mariage et politique en Angleterre, 1225-1350, déclare que la vie de Mahaut a reçu "une attention considérable de la part des historiens".

## Famille
Mahaut de Lacy est née le 25 janvier 1223 à Lincoln, fille aînée de John de Lacy, un des garants de la Magna Carta, et de Marguerite de Quincy, 2e comtesse de Lincoln suo jure.
Mahaut avait un frère cadet, Edmond de Lacy, baron de Pontefract, qui épousa en 1247 Alasia de Saluces, avec qui il eut trois enfants.
Ses grands-parents paternels étaient Roger de Lacy, baron de Pontefract et Maud de Clere, et ses grands-parents maternels étaient Robert de Quincy et Hawise de Chester, 1re comtesse de Lincoln.
Mahaut et sa mère n'ont jamais été proches ; en fait, les relations entre les deux femmes étaient décrites comme tendues. Tout au long du mariage de Mahaut, les seules interactions entre elle et sa mère étaient des querelles concernant les finances, se rapportant aux importantes propriétés de la famille Maréchal que Marguerite possédait et contrôlait en raison de son deuxième mariage le 6 janvier 1242 avec Walter le Maréchal, 5e comte de Pembroke, près de deux ans après la mort du père de Mahaut en 1240. Malgré leurs mauvais rapports, Mahaut a néanmoins été fortement influencée par sa mère.
Le fait que sa mère lui préférait son petit-fils, Henry, n'a pas amélioré pas leurs relations ; Henry, qui était également la pupille de sa mère, était son héritier et lui succéda au comté de Lincoln à sa mort en 1266.

## Mariage
Le 25 janvier 1238, jour de son quinzième anniversaire, Mahaut épouse Richard de Clare, 5e comte de Hertford et 6e comte de Gloucester, fils de Gilbert de Clare et d'Isabelle le Maréchal. Mahaut était sa deuxième épouse ; son premier mariage, célébré clandestinement, avec Marguerite de Burgh (1227-1237), s'est terminé par une annulation ou par la mort de la jeune fille. Même avant l'annulation du mariage du comte, les parents de Mahaut ont payé au roi Henri III la somme énorme de 5 000 livres pour obtenir  son accord pour le mariage. Le roi a fourni une dot qui comprenait le château d'Usk, le manoir de Clere, ainsi que d'autres terres et manoirs.
Tout au long de son mariage, la position de Mahaut en tant qu'épouse du noble le plus important politiquement du XIIIe siècle a été diminuée par le contrôle de sa mère sur un tiers de l'héritage de la famille le Maréchal et par son rang de comtesse de Lincoln et de comtesse douairière de Pembroke.
Richard était l'héritier d'un cinquième du comté de Pembroke mais également le garant de la dot de sa belle-mère.
Vers 1249/50, Mahaut accepta ostensiblement le transfert du manoir de Naseby dans le Northamptonshire, qui avait formé la plus grande partie de son douaire, à la jeune nièce de son mari, Isabelle de Reviers, et à son mari, William de Forz, 4e comte d'Albemarle. Des années plus tard, après la mort des maris des deux femmes, Mahaut a poursuivi Isabelle pour récupérer la propriété, affirmant qu'elle avait été transférée contre son gré. Isabelle, cependant, a pu produire le chirographe qui montrait la participation de Mahaut à la rédaction du document ; cela, selon la common law, signifiait qu'elle était d'accord avec la transaction, et Mahaut elle-même a été poursuivie pour avoir plaidé une fausse réclamation.

### Descendance
Ensemble, Richard et Maud ont eu sept enfants : 
- Isabelle de Clare (1240 - avant 1271), seconde épouse de Guillaume VII de Montferrat, avec qui elle a eu une fille, Margherita. Elle aurait été tuée par son mari.
- Gilbert de Clare (2 septembre 1243 - 7 décembre 1295), épouse d'abord Alice de Lusignan avec qui il a deux filles ; il épousa ensuite Jeanne d'Angleterre, avec qui il eut quatre enfants.
- Thomas de Clare, seigneur de Thomond (1245 - 29 août 1287), épouse Juliana FitzGerald, fille de Maurice FitzGerald, 3e seigneur d'Offaly et de Maud de Prendergast, avec qui il eut plusieurs enfants, dont Richard de Clare et Marguerite de Clare, baronne Badlesmere.
- Bovo de Clare, chancelier de Llandaff (21 juillet 1248 - 1294)
- Marguerite de Clare (1250 - 1312), épouse Edmond de Cornouailles.
- Rohese de Clare (17 octobre 1252 - après 1316), épouse Roger de Mowbray, 1er baron Mowbray, avec qui elle eut un enfant.

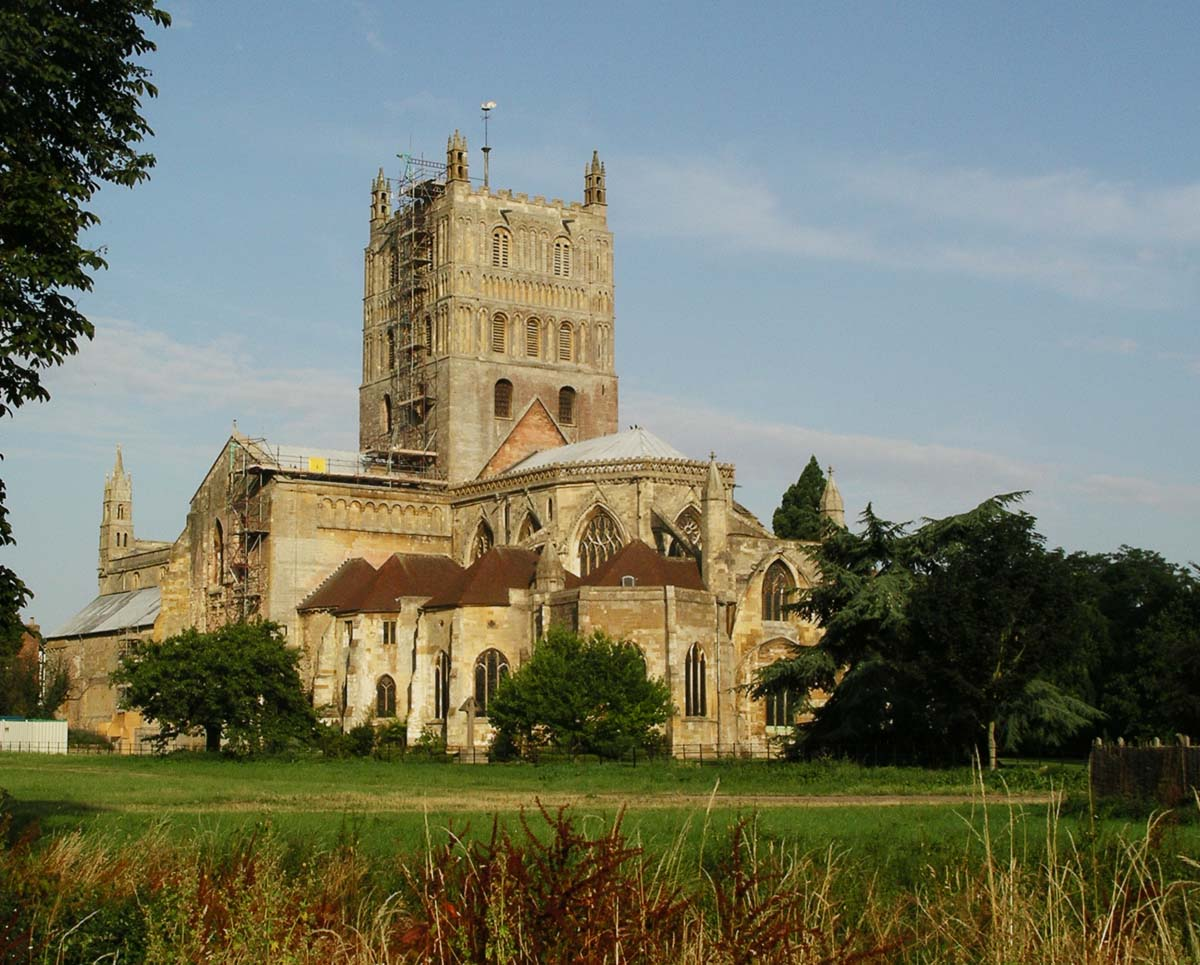
Abbaye de Tewkesbury, où Mahaut a conçu et commandé une splendide tombe pour son mari Richard de Clare.

- Églantine de Clare (1257 - 1257)

## Veuvage
Le 15 juillet 1262, son mari meurt près de Canterbury. Maud a conçu et commandé pour lui une magnifique tombe à l'abbaye de Tewkesbury. Elle a également fait don du manoir de Sydinghowe au "Prieuré de Leigh", c'est-à-dire à l'abbaye de Canonsleigh, dans le Devon, pour "l'âme de Richard, anciennement son mari, comte de Gloucester et Hertford" par charte datée de 1280.
Leur fils aîné, Gilbert, succède à Richard en tant que 6e comte de Hertford et 7e comte de Gloucester. Bien que Maud ait soigneusement arrangé les mariages de ses filles, le roi possédait les droits de mariage de ses fils.
Elle a été impliquée dans de nombreux procès et litiges avec ses locataires, voisins et parents, y compris son fils aîné Gilbert, qui l'a poursuivie pour avoir surévalué sa dot. En 27 ans de veuvage, Maud a intenté 33 poursuites devant les tribunaux centraux, et elle-même a été poursuivie 44 fois au total. En conséquence, elle était connue comme l'une des femmes les plus litigieuses du XIIIe siècle.
Elle a doté de nombreux établissements religieux, notamment le prieuré bénédictin de Stoke-by-Clare dans le Suffolk (rétabli en 1124 par Richard de Clare, ayant été déménagé du château de Clare), et l'abbaye de Canonsleigh. Elle a également promu vigoureusement la carrière ecclésiastique de son fils Bovo, et a fait beaucoup pour encourager ses ambitions. Elle était en grande partie responsable de bon nombre des avantages qui lui étaient accordés, ce qui faisait de lui le plus riche homme d'Eglise de l'époque. Bien qu'elle ne soit pas une héritière, Mahaut était probablement la veuve la plus riche d'Angleterre du XIIIe siècle.
Mahaut décède le 10 mars 1289.

## Sources
- (en) Linda Elizabeth Mitchell, Portraits of Medieval Women: Family, Marriage, and Politics in England 1225-1350, Saint Martin's Press Inc, 2002 (ISBN 978-0-312-29297-3)